# Cantón de Lusigny-sur-Barse
El cantón de Lusigny-sur-Barse era una división administrativa francesa, que estaba situada en el departamento de Aube y la región de Champaña-Ardenas.

## Composición
El cantón estaba formado por catorce comunas:
- Bouranton
- Clérey
- Courteranges
- Fresnoy-le-Château
- Laubressel
- Lusigny-sur-Barse
- Mesnil-Saint-Père
- Montaulin
- Montiéramey
- Montreuil-sur-Barse
- Rouilly-Saint-Loup
- Ruvigny
- Thennelières
- Verrières

## Supresión del cantón de Lusigny-sur-Barse
En aplicación del Decreto nº 2014-216 de 21 de febrero de 2014, el cantón de Lusigny-sur-Barse fue suprimido el 22 de marzo de 2015 y sus 14 comunas pasaron a formar parte del nuevo cantón de Vendeuvre-sur-Barse.